# Apoclima montivagum
Apoclima montivagum là một loài tò vò trong họ Ichneumonidae.